# AMX LLC
AMX (или AMX, LLC) — американский производитель устройств для коммуникации и управления. В настоящее время он принадлежит Samsung Electronics через Harman International Industries и является профессиональным подразделением Harman.

## История
AMX LLC (или AMX Corp., ранее AMX inc.) была основана в 1982 году Скоттом Миллером и начала свою деятельность с пульта дистанционного управления.
Компания разрабатывает и производит оборудование и программное обеспечение для распространения видео в помещениях для встреч, а также в зданиях или по всему миру с использованием IP. Они также создают продукты, позволяющие дистанционно управлять широким спектром оборудования, включая HVAC.